# Jenny Prentiss
Jenny Prentiss a été la nourrice et la mère adoptive du jeune Jack London. L'écrivain lui voua toujours une profonde affection, et leurs familles restèrent très liées. Née esclave dans une plantation de Virginie vers 1832, elle s'installe en Californie, y exerce comme sage-femme et devient une figure célèbre dans la communauté afro-américaine, dirigeant des associations comme le Federated Negro Woman's Club. Elle meurt le 27 novembre 1922 à Napa, âgée de 91 ans.

## Jeunesse
Jenny nait d'une mère esclave dans une plantation de Virginie vers 1832 : on la baptise Virginia. Séparée de ses parents lors d'une vente, elle se retrouve servante et dame de compagnie de la benjamine d'un certain John Parker, propriétaire d'une plantation près de Nashville. Elle peut ainsi apprendre de madame Parker les travaux de maison, et même à lire et écrire. 
La plantation Parker n'est pas épargnée par la guerre de Sécession : Virginia et madame Parker, rares survivantes du massacre, parviennent à s'échapper et se réfugient à Saint-Louis. Elle y travaille comme domestique, jusqu'à ce que la sécurité soit revenue dans le Tennessee.
De retour à Nashville, elle est engagée comme gouvernante à demeure par le couple Prentiss, Ruth et Alonzo (un mulâtre à la peau très claire, semble-t-il). Assez vite, les époux divorcent, et Alonzo épouse celle qui se fait désormais appeler Jenny. 
On les retrouve vers 1875 à San Francisco : ils ont deux enfants, Alonzo est charpentier.

## Jack London
Début 1876, Jenny accouche d'un enfant mort-né. À cette même période, Flora Wellman, abandonnée par son amant, donne naissance à Jack (alors prénommé John). Victime d'une grave maladie peu après l'accouchement, elle ne peut s'occuper du bébé et le confie à Jenny. Celle-ci devient sa nourrice, et prend soin de lui pendant toute sa première enfance.
Les deux familles sont voisines à Oakland, et l'enfant reste en relations étroites avec Jenny et Alonzo : le jeune Jack participe à leurs activités familiales, va à la messe dans leur communauté noire. Jenny, plus aisée que les London, lui prête de l'argent pour acheter son premier bateau.
Le succès de l'écrivain n'interrompt pas cette proximité : cette fois, c'est lui qui peut aider son ancienne nourrice, désormais veuve, désargentée, et ayant perdu ses deux enfants. 
Jenny s'occupe encore des filles de Jack, et s'installe même avec Flora à Oakland.
Jack London appelait Jenny « Mammy Jenny » — ce qu'elle détestait —, et se considérait lui-même comme son « petit noir blanc » (« her white pickaninny »).

## Fin de vie
Outre sa profession de sage-femme, Jenny devient une figure célèbre dans la communauté afro-américaine, dirigeant des associations comme le Federated Negro Woman's Club.  
Devenue sénile, elle meurt le 27 novembre 1922 à l'hôpital psychiatrique de Napa, âgée de 91 ans. Elle est inhumée au cimetière de Mountain View d'Oakland, avec son mari et leurs enfants.

## Dans la littérature
En 2015, Juan Díaz Canales et Rubén Pellejero font de Jenny Prentiss un des personnages du premier album de leur reprise des aventures de Corto Maltese, Sous le soleil de minuit.